# Two of Us
A Two of Us egy 1969-es dal, amelyet Paul McCartney írt és Lennon–McCartney szerzemény. A dalt a The Beatles 1969. január 31.-én vette fel. A dal az 1970-es Let It Be album nyitódala volt, majd ennek a felvételnek a remix változatát később a 2003-as Let It Be... Naked album is tartalmazza. Az 1969. január 24-én rögzített dal egy részét az 1996-os Anthology 3 válogatásalbumon adták ki.
A dal címadója volt a Two of Us című 2000-es tévéfilmnek, amely egy fiktív történetben ismerteti Paul McCartney és John Lennon 1976-os találkozását.

## Története
A dal eredeti címe On Our Way Home volt. Ian MacDonald azt írja könyvében, hogy a dalszövegek (pl. "you and I have memories/longer than the road that stretches out ahead" vagy a "you and me chasing paper/getting nowhere" rész) úgy hangzottak, mintha McCartney valószínűleg Lennon szerződéses gondjait szeretné kezelni. A You Never Give Me Your Money McCartney másik szerzeménye, amely a Abbey Road albumon (sorrendben a Let It Be után rögzítették, de az előtt jelent meg) a The Beatles Allen Kleinnel kötött szerződésére is „vicces papírként” hivatkozik.
A dal egyben óda is Lennon és McCartney kamaszkori példaképeikre, a the Everly Brothers együttes számára.
A dal korai, gitáros rockstílusú előadása a Let It Be filmben, majd később a The Beatles: Get Back című dokumentumfilm-sorozatban látható. Mivel nem voltak megelégedve ezzel a stílussal, amelyet McCartney "vacaknak" nevezett, ezért az együttes akusztikus gitár hangzással dolgozta át a dalt. A Beatles 1969. január 31-én élőben adta elő a dal kész verzióját az Apple Studiosban; ez az előadás a filmben és az albumon is hallható. A felvételt a The Ed Sullivan Show is sugározta 1970. március 1.-jén, a Beatles utolsó fellépéseként.
A dal több felvétele között az 1969. január 24.-ei arról ismert,hogy az együttes spontán módon elkezdte játszani a hagyományos liverpooli népdal, a Maggie Mae összecsapott változatát. A 38 másodperces dal a végső albumra felkerült, de a Let It Be... Naked-ről kihagyták. Az Anthology 3-on megjelenik a Two of Us ugyanazon a napon rögzített, de attól teljesen eltérő változata.
1969 májusában McCartney készített egy felvételt a dalról ezzel a címmel a Mortimer New York-i trió számára, amely rövid ideig az Apple tervezett kiadni de ez a felvétel soha nem jelent meg.
A Let It Be albumon Phil Spector producer a dal bevezetőjeként Lennon megjegyzését tette hozzá, aki azt mondja: "Charles Hawtrey and the Deaf-Aids-tól az I Dig A Pygmy! Első rész, amelyben Doris megkapja a zabot!" Ezt a bevezetőt eltávolították a remix változatból, de a 2021-es dokumentumfilmben továbbra is megtalálható.

## Közreműködött
Ian MacDonald szerint:
- Paul McCartney – ének, akusztikus gitár
- John Lennon – ének, akusztikus gitár
- George Harrison – szólógitár (Fender Telecaster típus[6])
- Ringo Starr – dob

## Feldolgozások
Boney M. (Oceans of Fantasy albumon)
Aimee Mann és Michael Penn a Nevem Sam című film zenealbumán
Kenny Loggins
Darren Criss

## Hatása a popkultúrában
A 2007-es D5 konferencián Steve Jobs érzelmesen beszélt a Bill Gates és közte lévő barátságról. Barátságukat a dal egyik sorával jellemezte: "You and I have memories longer than the road that stretches out ahead."

## Fordítás
Ez a szócikk részben vagy egészben  a   Two of Us (Beatles song) című angol Wikipédia-szócikk fordításán alapul.  Az eredeti cikk szerkesztőit annak laptörténete sorolja fel. Ez a jelzés csupán a megfogalmazás eredetét és a szerzői jogokat jelzi, nem szolgál a cikkben szereplő információk forrásmegjelöléseként.

## Forrás
- Bánosi György – Tihanyi Ernő: Beatles zenei kalauz. Az együttzenélés és a szólóévek. 1958–1999. Budapest: Anno Kiadó, 1999. ISBN 963-853-895-3
- Ian MacDonald: A fejek forradalma. A Beatles és a hatvanas évek. (ford. Révbíró Tibor) Budapest: Helikon Kiadó, 2015. ISBN 978-963-227-468-3
- Molnár Imre–Molnár Gábor: Halhatatlan Beatles. Lírai monográfia; magánkiadás, Budapest, 2001. (újrakiadás) ISBN 963-500-451-6

## Külső hivatkozás
Allan W. Pollack megjegyzései a Two of Us dalhoz
The Beatles Bible: Two of Us